# 杨荩诚
杨荩诚（1880年—1922年7月），又名光准，字柏舟，男，土家族，四川秀川人，清末民初军人。贵州辛亥革命领导人之一。

## 生平
远祖为秀山的土司官。杨荩诚9岁丧父，家境贫寒，性格沉毅寡言。1902年（光绪28年），考入贵州武备学堂，学习军事技术，受到日本总教习高山公通等人赞许。
1905年（光绪31年），杨荩诚以最优等第一成绩毕业，被选送日本官费留学，先后在东京振武学校、日本陆军士官学校学习5年余，成绩皆优。在留学期间，杨受孙中山革命思想影响加入中国同盟会，并与留学生中的同盟会员尹昌衡、唐继尧等组织团体，积极从事反清革命活动。1910年归国，经部试武举出身，任贵州新军第一标教练官（如副标统）。次年春，又兼任贵州陆军小学总办。
同年10月，武昌起义爆发。11月3日，杨荩诚与赵德全也率领贵州陆军小学生、新军士兵在贵阳发动起义。11月4日，大汉贵州军政府成立，杨荩诚被推举为都督，主管全省军事、政治。同月下旬，因清军围攻黎元洪驻的武昌，汉阳危急，杨决定率领新军两个标北伐援鄂。12月10日由贵阳出发，赵德全代理都督。
那时在军政府内，张百麟等革命派、赵德全等新军、任可澄等立宪派、刘显世等旧军之间发生激烈的权力斗争。1912年（民国元年）3月，任、刘等人招滇军唐继尧入贵阳，镇压革命派、新军。张幸免于难，逃赴上海，赵被滇军杀害。不久，袁世凯下令改任唐署理贵州都督，驻留在常德的杨荩诚无法回贵州。8月杨被迫把军队交给唐，离开常德赴北京。
1915年（民国4年）12月，护国战争爆发，杨荩诚于翌年5月由北京潜往上海，会见孙中山协议发动起义。1917年（民国6年），杨奉北京政府之命赴四川接洽西南将士。同年发生张勋复辟，杨由重庆赴成都劝说刘存厚参加讨伐。张勋失败后，杨被任为四川驻京代表重返北京。
1921年（民国10年）冬，杨荩诚返回秀山家乡静养，但次年7月病逝。年42岁。